# Beltangadi
Beltangadi är en ort i Indien.   Den ligger i distriktet Shimoga och delstaten Karnataka, i den södra delen av landet, 1 600 km söder om huvudstaden New Delhi. Beltangadi ligger 652 meter över havet och antalet invånare är 7 676.
Terrängen runt Beltangadi är huvudsakligen platt, men söderut är den kuperad. Runt Beltangadi är det ganska tätbefolkat, med 134 invånare per kvadratkilometer. Beltangadi är det största samhället i trakten. I omgivningarna runt Beltangadi växer huvudsakligen savannskog.